# ديل إم. هانسن
دالي إم. هانسن (بالإنجليزية: Dale M. Hansen)‏ هو عسكري أمريكي، ولد في 13 ديسمبر 1922 في ويسنير في الولايات المتحدة، وتوفي في 11 مايو 1945 في جزيرة أوكيناوا في اليابان.